# Emerson Sandoval
Emerson Alexander Rivas Sandoval (El Salvador, 25 de abril de 2001) es un futbolista salvadoreño. Juega como mediocentro y su equipo actual es el Club Deportivo FAS de la Primera División de El Salvador.

## Clubes
Actualizado al último partido jugado el 13 de abril de 2025.
| Club Deportivo FAS · El Salvador            | 1.ª                 | 2021-22             | 18 | 5 | - | - | - | - | 18 | 5 |
| Club Deportivo FAS · El Salvador            | 1.ª                 | 2022-23             | 15 | 1 | - | - | - | - | 15 | 1 |
| Club Deportivo FAS · El Salvador            | 1.ª                 | 2023-24             | 21 | 0 | - | - | - | - | 21 | 0 |
| Club Deportivo FAS · El Salvador            | 1.ª                 | 2024-25             | 25 | 1 | - | - | - | - | 25 | 1 |
| Club Deportivo FAS · El Salvador            | Total               | Total               | 79 | 7 | 0 | 0 | 0 | 0 | 79 | 7 |
| Club Deportivo Platense · El Salvador       | 1.ª                 | 2025-26             |    |   |   |   |   |   |    |   |
| Club Deportivo Platense · El Salvador       | Total               | Total               | 0  | 0 | 0 | 0 | 0 | 0 | 0  | 0 |
| Total en su carrera                         | Total en su carrera | Total en su carrera | 79 | 7 | 0 | 0 | 0 | 0 | 79 | 7 |
| (2) No incluye goles en partidos amistosos. |                     |                     |    |   |   |   |   |   |    |   |

## Palmarés
| Título           | Club | País        | Año  |
| ---------------- | ---- | ----------- | ---- |
| Primera División | FAS  | El Salvador | 2022 |